# فرحات يامون
فرحات يامون ولد في 19 أغسطس 1945 في غيزن (جزيرة جربة) وتوفي في 19 مايو 1990 في تونس العاصمة، هو ممثل مسرحي تونسي.

## السيرة الذاتية
كان لفرحات يامون حضور ثقافي ونشاط مسرحي متنوع، فبعد أن بدأ التمثيل في المسرح المدرسي سنة 1960 إلى جانب محمد إدريس وعبد الرؤوف الباسطي ورؤوف بن عمر. التحق بالمسرح الصغير سنة 1965، فعمل مع محمود الأرناؤوط وسمير العيادي، ليشارك بعدها في فرقة المسرح التجريبي فقام بدور هام في مسرحية غرام الدمى وفي مسرحية دون كرسوبال، ثم ساهم في المسرح الجامعي تمثيلا وكتابة فكان ظهور مسرحية حديث الحجارة.

لعب فرحات يامون أدوارا رئيسية في مسرحيات يارما ومراد الثالث وثورة صاحب الحمار تحت إدارة علي بن عياد في فرقة مدينة تونس للمسرح، قبل أن يلتحق في فبراير 1974 بفرقة مسرح الجنوب بقفصة ويتقمص دور العطراء في مسرحية البرني والعطراء. تقمص أدوارا في المسرحيات التالية: الجازية الهلالية وعلي بابا ورجحا والشرق الحائر. تولى سنة 1975 إدارة المركز الثقافي لمدينة تونس. له مسرحيات لم تنشر بعد وهي مازات مخطوطة في مكتبته، كالمسرحية النقدية اعتقني يا صندوق.

## تخليد ذكراه
بعد وفاته في 19 مايو 1990 إثر معاناةٍ مع مرض عضال، أسس في نفس المدة مهرجان فرحات يامون للمسرح والفنون الركحية، والذي نظمت في 2018 دورته ال27.